# إنجونغ ملك جوسون
إنجونغ (인종 | 仁宗), (ولد في 10 مارس 1515 (25 فبراير بالتقويم القمري) ومات في 7 أغسطس 1545 (1 يوليو بالتقويم القمري)) هو الملك الثاني عشر لمملكة جوسون (حكم من عام 1544 إلى 1545). اسم عائلته هو إي [الكورية] (이 | 李), اسمه «هو» (호 | 峼), عشيرته [الإنجليزية] هي جونجو (전주 | 全州), اسمه الصيني تشون ين (천윤 | 天胤). هو الابن الأكبر لوالده الملك جنغجونغ (중종) ووالدته هي الملكة جانغيونغ، تزوج من الملكة إنسونغ. اسمه بعد الوفاة هونمن ويمو جانغسك همهيو (헌문 의무 장숙 흠효 | 獻文懿武章肅欽孝)

## حياته
اسمه إي هو (이호 | 李峼) وأصله من عشيرة جونجو إي (전주이씨 | 全州李氏). فقد الملك والدته - الملكة جانغيونغ - عندما كان صغيراً. أصبح ولياً للعهد في 1520 (السنة 15 من حكم الملك جنغجونغ). وفي عام 1522 دخل سونغينغوان [الكورية]. بعد مرض الملك جنغجونغ أخذ إنجونغ يرعاه، وبعد موت الملك توج إنجونغ في 20 نوفمبر 1544. بعد توليه الحكم قام بإعادة. بقي إنجونغ ملكاً على العرش لمدة ثمانية أشهر. دفن الملك في غويانغ بمقاطعة غيونغي في مقبرة هيورنغ (효릉 | 孝陵). حصل على اسم معبد هو إنجونغ (인종 | 仁宗). حصل على اسم بعد الوفاة آخر هو إنجونغ يونغجونغ هونمن جانغسك همهيو الملك العظيم (인종 영정 헌문 의무 장숙 흠효 대왕 | 仁宗榮靖獻文懿武章肅欽孝大王)

## سياسته
كان الملك يحاول إصلاح الحكومة بعد انتشار الفساد في عهد والده، حاول إعادة بعض أعضاء فصيل ساريم الذين كانوا بقيادة جو غوانغ جو بعد إعادة منصبه. وفي عهده استطاع خاله «ين إم» السيطرة على الحكومة، ولكنه ما لبث أن أعدم على يد «ين وون هيونغ» بعد موت الملك إنجونغ، وصعود الملك ميونغجونغ للعرش.

## موته
- يعتقد العديد من المؤرخين أن الملك إنجونغ تعرض للتسميم، على يد فصيل يون الأصغر، بقيادة (يون وون-هيونغ) لتمكين الأخ غير الشقيق للملك من الوصول للعرش.

وفقاً لسجلات غير رسمية، فإن للملكة منجونغ قصة، تظهر حبها أخيراً لابنها بالتبني الملك إنجونغ، بعد عقود من اللامبالاة المهذبة (والكراهية المدفونة في القلب).
«عندما ذهب إنجونغ ليقدم تكريمه للملكة، أظهرت ابتسامة لا يمكن إلا للأم إظهارها. أخذ إنجونغ هذه الابتسامة كعلامة على أن الملكة الأم اعترفت به كملك، وكابن متبنى لها على وجه الخصوص، فأكل [ديديوك] (كيك مصنوع من الأرز) الذي قدمته له والدته بالتبني، ولم يكن يعرف أنها بداية النهاية. سقط مريضاً ببطء، لا يكفي لخلق أي شكوك، ولكن بالسرعة الكافية ليختار المؤرخين هذا الحدث. مرت ثلاثة أيام قبل أن يموت الملك إنجونغ في ظروف غامضة (بعد 9 شهور من الحكم)»
أصبح ميونغجونغ ملكاً وأصبحت والدته الوصية عليه. ويروى أن الأرواح أخذت تزور الملكة كل ليلة، فقامت بنقل مقر سكنها من قصر جيونغبوك إلى قصر تشانغدوك.

## الأسرة
- الجد من جهة الأب: الملك سونغجونغ ملك جوسون التاسع (성종 | 成宗) - (1457 ~ 1494).
- الجدة من جهة الأم: الملكة تشونغهيون (정현왕후 | 貞顯王后) - (1462 ~ 1530).
- الأب: الملك جنغجونغ (중종 | 中宗) - (1488 ~ 1544).
- الأم: الملكة جانغيونغ(장경왕후 | 章敬王后) - (1491 ~ 1515).
  - الأخت: الأميرة هيوهي (효혜공주 | 孝惠公主) - (1511|1511]] ~ 1531).
  - زوج الأخت: يونسونغ كمهي [الكورية] (김희).
    - ابن أخت: كم سون أك (김선옥 | 金善玉).
    - صهر: ين بايغ وون (윤백원) - (1528 ~ 1589, حفيد "ين جي إم [الكورية]", ابن "ين وون رو [الكورية]", ابن أخ للملكة منجونغ، وين وون هيونغ [الكورية], وين وون ريانغ [الكورية]).
- الزوجات:
  - الملكة إنسونغ من عشيرة باك (인성왕후 박씨 | 仁聖王后 朴氏).
  - ين سكبن (숙빈 윤씨 | 淑嬪 尹氏): ابنة ين وون ريانغ.
  - جونغ هيبن (혜빈 정씨 | 惠嬪 鄭氏): ابنة جونغ أون (정온 | 鄭溫).
  - جونغ غوين (귀인 정씨 | 貴人 鄭氏): ابنة جونغ يو تشم (정유침 | 鄭惟沈), وأخت جونغ تشول (정철 | 鄭澈).
  - ين يانغجي (양제 윤씨 | 良娣 尹氏): ابنة ين غاي (윤개 | 尹溉).

## اسمه الكامل بعد الوفاة
- إنجونغ يونغجونغ هونمن ويمو جانغسك همهيو الملك العظيم.
- 인종영정헌문의무장숙흠효대왕.
- 仁宗榮靖獻文懿武章肅欽孝大王.

## الممثلون الذين لعبوا دور الملك إنجونغ

### في المسلسلات
- (جونغ تاي وو [الكورية]), في عام 2002, في دراما نساء العالم [الكورية], من قناة إس.ب.إس.
- (كم يونغ جاي [الكورية]), في عام 2008, في دراما موطن الأساطير [الكورية], من قناة ك.ب.إس.
- (إم سل أنغ), في عام 2013, في دراما (قصة الهارب من جوسون [الكورية], من قناة ك.ب.إس.

## وصلات خارجية
1. ↑  وفقاً للسجلات , يفترض أن تكون الروح للملك إنجونغ , يصرخ بكل حزن على المرأة التي لم تستطع أن تكون أماً له حتى في الموت

| سبقه الملك جنغجونغ | حكام كوريا مملكة جوسون 1544 – 1545 | تبعه الملك ميونغجونغ |